# Hrudzinowo Stare
Hrudzinowo Nowe (biał. Старое Грудзінава; ros. Старое Грудиново) – wieś na Białorusi, w obwodzie witebskim,  w rejonie miorskim, w sielsowiecie Uźmiony.
Inna nazwa miejscowości – Grudzinowo Stare.

## Historia
W czasach zaborów wieś w gminie Leonpol, w powiecie dzisieńskim, w guberni wileńskiej Imperium Rosyjskiego.
W latach 1921–1945 wieś a następnie kolonia leżała w Polsce, w województwie wileńskim, w powiecie dziśnieńskim (od 1926 w powiecie brasławskim), w gminie Leonpol.
Według Powszechnego Spisu Ludności z 1921 roku zamieszkiwało tu 77 osób, 2 było wyznania rzymskokatolickiego a 75 prawosławnego. Jednocześnie wszyscy mieszkańcy zadeklarowali białoruską przynależność narodową. Było tu 17 budynków mieszkalnych. W 1931 w 19 domach zamieszkiwało 110 osób.
Wierni należeli do parafii rzymskokatolickiej i prawosławnej w Leonpolu. Miejscowość podlegała pod Sąd Grodzki w Drui i Okręgowy w Wilnie; właściwy urząd pocztowy mieścił się w Leonpolu.
W okresie międzywojennym umiejscowiona była tu strażnica KOP „Grudzinowo”.